# Disincanto (Ginevra Di Marco)
Disincanto è il terzo album solista di Ginevra Di Marco.

## Tracce
1. Tribale
2. Andirivieni
3. Fedeli Differenti
4. Hannoré
5. J
6. No Exit
7. La Buona Fortuna
8. La Rete
9. Passero
10. Io / Tu
11. Madre Severa